# Fidonet
```

                   __
                  /  \
                 /|oo \
                (_|  /_)
                 _`@/_ \    _
                |     | \   \\
                | (*) |  \   )) 
   ______       |__U__| /  \//
  / FIDO \       _//|| _\   /
 (________)     (_/(_|(____/

```

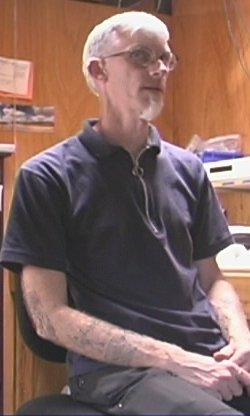
Tom Jennings, créateur du réseau FidoNet.

FidoNet est un réseau d'échange de messages à l'échelle mondiale qui a pris source aux États-Unis.

## Explications et historique
Fondé en 1984 par Tom Jennings (en), FidoNet était à l'origine un réseau non-commercial reposant principalement sur des communications journalières entre BBS (Bulletin Board System), via des lignes téléphoniques normales branchées à des modems. Ce réseau existe d'ailleurs toujours à l'heure actuelle[Quand ?] en tant que newsgroup internet.
Fidonet était le réseau de base de ces BBS, échangé partout à travers le monde et en langue anglaise uniquement. Mais parallèlement à celui-ci, d'autres réseaux circulaient également avec des zones géographiques plus restreintes. Par exemple FrancoMédia : principalement francophone et échangé entre le Canada, la France, la Belgique, la Suisse et quelques autres pays intéressés. Ainsi que SparkNet, Free-Net, Walnet, etc.
Ces réseaux étaient divisés en deux parties :
- les messages privés qui s'appelaient netmails ;
- les messages publics qui étaient appelés echomails.

Chaque personne intéressée à participer aux discussions publiques se voyait attribuer un numéro appelé "aka" (défini par fidonet ou autre) à partir duquel elle pouvait à la fois répondre publiquement aux messages, mais également répondre de manière privée. Le numéro était composé de façon à pouvoir router les messages privés au destinataire, un peu comme les IP et les emails actuellement.
Fidonet est un réseau en étoile permettant à un ensemble d'ordinateurs de communiquer entre eux alors qu'il n'ont pas forcement une connexion permanente, cette contrainte provenant principalement du coût des communications de données important à cette époque.

## Technique
D'un point de vue un peu plus technique, pour pouvoir échanger/router tous ces messages, ces BBS s'organisaient de telle manière que les coûts de communications soient toujours au plus proche du tarif Zonal (puisqu'à l'origine, aux États-Unis, les communications téléphoniques dans une même zone étaient gratuites). De même, les messages étaient compressés en 1 paquet très petit (zip), dont le téléchargement ne prenait que quelques secondes. Ces paquets de messages étaient échangés entre BBS durant la nuit. Chacun de ceux-ci avait un ou plusieurs "uplinks" et il était également l'"uplink" d'un ou de plusieurs autres (ces autres BBS étant alors des "downlinks"), relayant chacun les messages tour à tour. Une copie des echomails était gardée pour les utilisateurs publics du BBS, quant aux mails, ils étaient simplement déplacés jusqu'au destinataire final. À sa prochaine connexion, l'utilisateur était alors averti du message qu'il avait reçu et pouvait le consulter soit online (en connexion continue) soit offline en utilisant un programme spécial de téléchargement des messages. Grâce à celui-ci, la connexion ne durait que quelques secondes et donc coûtait très peu (bien moins qu'un timbre poste et pas forcément moins rapide). Comme "reader offline" on trouvait Front Door (FD), Blue Wave (BW), Portal of Power (PoP), TerPoint (Terminate Point) etc.
Un planning journalier et hebdomadaire était établi entre les BBS et leurs points/uplinks afin d'optimiser au maximum le temps de diffusion de ces messages. En moyenne, les messages internationaux arrivaient à destination en 3 ou 4 jours.
Les AKA (adresses électronique genre e-mail/ip) utilisées sur les réseaux du type Fidonet, étaient assignées en utilisant une structure géographique en arborescence : Z:Ne/No.P
- Z : la Zone (le continent, 1 étant l'Amérique, 2 l'Europe, etc.),
- Ne : le Network composé de la Region (un code représentant le pays - 32 étant la France) suivi d'un découpage dans la Region, 0 la région parisienne, 1 la region au nord de Paris, etc.),
- No : le Nœud ou Node,
- P : le Point (0 pour le BBS) - paramètre optionnel.

Par exemple, un utilisateur dont le BBS favori était The Hermes Bbs situé en Belgique (Europe), avait comme adresse: 2:291/739.15 (.15 étant son numéro de "point", /739 son numéro de "node", :291 son numéro de région et finalement 2, sa Zone).
Toutes ces AKA étaient listées dans une Nodelist qui était mise à jour toutes les semaines.
Au début du boum internet, certaines gateways s'étaient mises en place et permettaient de recevoir et d'envoyer des e-mails à partir de fidonet. On obtenait alors une adresse du genre: toto@p15.n739.r291.z2.fidonet.org
D'un point de vue administratif, chaque Zone, Region et Network avait en général 2 personnes : 
- le Coordinator : ZC pour la Zone (ZC2 pour l'Europe), le RC pour la Region (RC32 pour la France) et le NC pour le Network (NC320 pour la région parisienne), principalement chargé de maintenir la nodelist de l'entité qui le concerne et d'assurer l'uplink et le downlink des modifications.
- l'Echomail Coordinator : ZEC pour la Zone, le REC pour la Region et le NEC pour le Network, chargé d'assurer l'uplink et le downlink pour sa Zone ou Region.

Toutes ces personnes étaient élues par les représentants du niveau inférieur (ZC par les RC, RC par les NC et NC par les Nodes) pour un mandat d'une durée d'un an.